# Назар Каразин
Назар Александрович Каразин (на руски: Назар Александрович Каразин) е руски офицер, полковник.

## Биография
Той е роден около 1731 година в семейството на офицер. Дядо му по бащина линия, Григорий Караджа, е преселник от Балканите, според някои бивш „архиепископ“ на София, като според различни източници е българин, сърбин или грък.
Назар Каразин постъпва на служба в армията и служи в инженерни подразделения на различни полкове. Пленен е от прусаците по време на Седемгодишната война (1756 – 1763). След войната излиза в оставка и се оттегля в наследственото си имение в Киевска губерния.
През лятото на 1768 година Каразин отново е мобилизиран и е изпратен на разузнавателна мисия на Балканите. Арестуван за известно време в Молдова, той все пак успява да стигне до Русе, но след това е принуден да се върне. В началото на следващата година той отново заминава, представяйки се за монах, преминава през Влашко и през Видин и София стига до Ниш, след което се опитва да продължи към Цариград. При пътуването си той е натоварен с разпространението на пропаганден манифест, призоваващ християните да подпомогнат Русия в предстоящата война срещу Османската империя В Одрин е заловен, докато заснема части от укрепленията, и го заплашва смъртно наказание, но успява да избяга и да се върне във Влашко.
При връщането си от Балканите Назар Каразин е последван от 3 хиляди доброволци „арнаути“ и е назначен за техен командващ. По-късно по време на войната той командва руския авангард, който успява да превземе Букурещ.
След войната Каразин отново се уволнява с чин полковник. Той получава имение в Слободска Украйна, където остава до края на живота си. Жени се за Варвара Ковалевска, дъщеря на офицер, от която има двама сина. По-големият от тях, Василий Каразин, е виден украински учен и общественик, изиграл важна роля за основаването на Харковския университет, който днес носи неговото име.
Назар Каразин умира през 1783 година.